# Motala Idrottspark
Motala Idrottspark (Motala IP) är en idrottspark i Motala. Arenan har en publikkapacitet på cirka 8 500 åskådare, dock är publikrekordet högre än den siffran; 12 863 åskådare såg den allsvenska kvalmatchen mellan Motala AIF och Örgryte IS 1957.
Idrottsparken invigdes 1920, efter att den ursprungliga idrottsparken från 1908 rivits då järnvägen drogs fram.
Arenan har två läktare. Huvudläktaren består av sittplats (bänkar) och i anslutning till huvudläktaren ligger entrén. Mittemot huvudläktaren ligger en lite mindre läktare. Runt planen finns löparbanor. Motala AIF äger arenan genom bolaget Motala Idrottspark AB och dess friidrottssektion och fotbollssektion bedriver sin verksamhet på idrottsparken. 
Motala AIF spelade allsvenskt på idrottsparken säsongen 1957/1958. MAIF slutade visserligen sist och degraderades men vann hemmamatcherna mot AIK (2-1), Halmstads BK (3-1), Malmö FF (3-0) och Sandvikens IF (2-0). Granne till arenan ligger Motala isstadion och Iver-hallen.
Säsongen 2014 invigdes den nya huvudläktaren.